# Running Out of Time 2
Série
Running Out of Time
(1999)
Pour plus de détails, voir Fiche technique et Distribution.
Running Out of Time 2 (暗戰2, Aau chin) est un film hongkongais de 2001, réalisé par Johnnie To et Law Wing-Cheong. Il s'agit d'une préquelle au premier volet : Running Out of Time, sorti en 1999.

## Synopsis
Le film traite du passé de l'inspecteur Ho Sheung-sang, à l'époque où il avait affaire à un autre voleur (joué par Ekin Cheng, mais dont le personnage n’a pas de nom). Ce voleur est déterminé à extorquer de l'argent à une femme d'affaires (Kelly Lin) et joue sur les nerfs de l'inspecteur Ho pour y parvenir.

## Distribution
- Lau Ching-wan : Inspecteur Ho Sheung sang
- Ekin Cheng : Le voleur
- Kelly Lin : Teresa
- Hui Shiu Hung : Superintendant
- Lam Suet : Ken
- Ruby Wong

## Récompenses
Golden Horse Film Festival
- Prix: Best Action Choreography (Bruce Mang)
- Prix: Best Film Editing (Law Wing-Cheong and Yau Chi Wai)
- Nommé: Best Visual Effects (Stephen Ma)
- Nommé: Best Sound Effects
- Nommé: Best Cinematography (Cheng Siu-Keung)

Hong Kong Film Critics Society Awards
- Prix: Film of Merit Award